# 广州兰圃

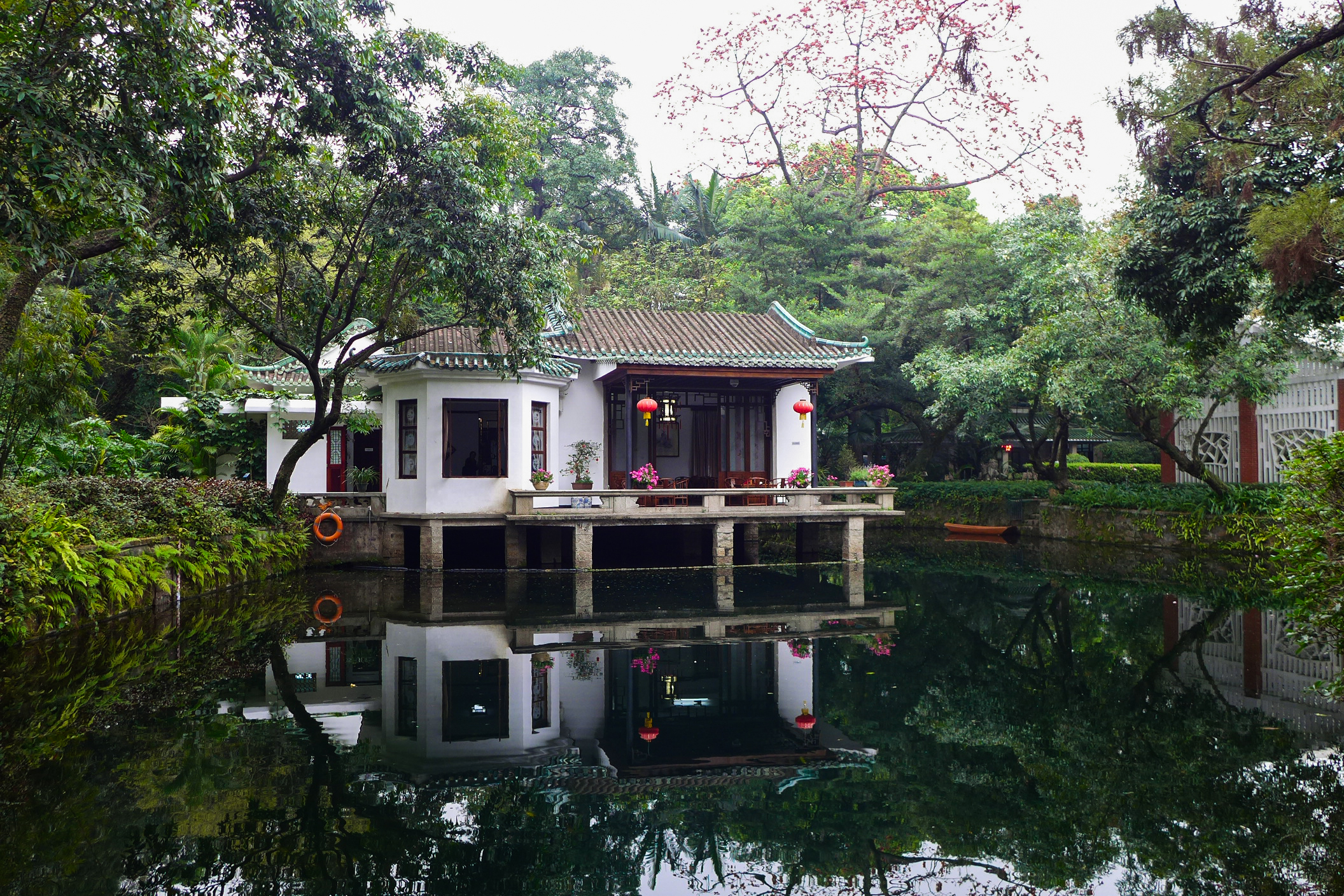
同馨廳

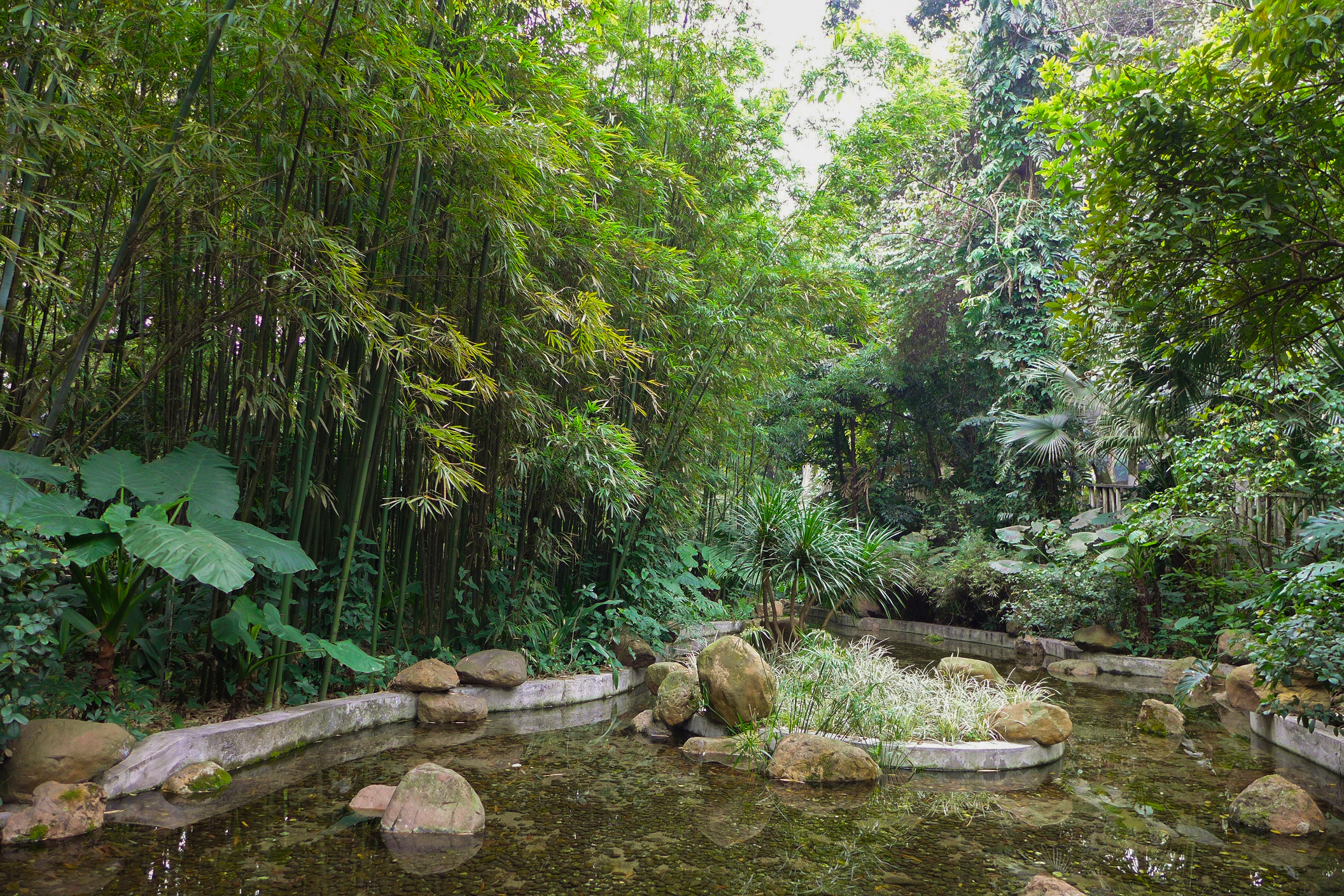
園內的竹林

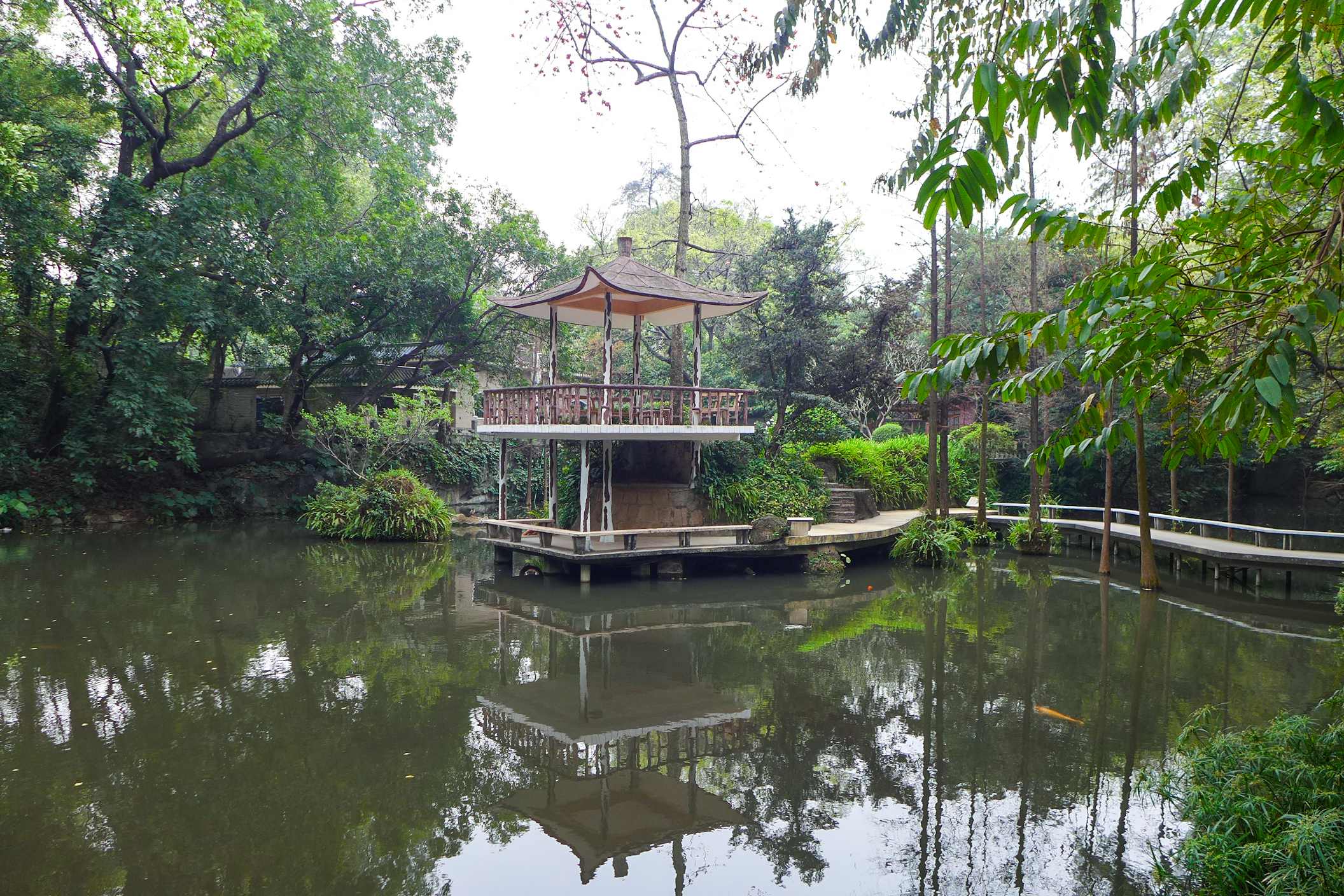
春光亭

广州兰圃位于中国广州市越秀区解放北路与环市西路交汇处，与越秀公园遥望相对，占地面积3.9万平方米，是中国首个以栽培兰花为主的主题公园，共栽种了200多个品种的兰花。其前身是广州植物标本园。

## 歷史
中共元老朱德喜欢兰花，他建议在广州建一个专赏兰花的公园，1962年政府便将广州植物标本园易名为兰圃，后来曾接待多个国家的元首。

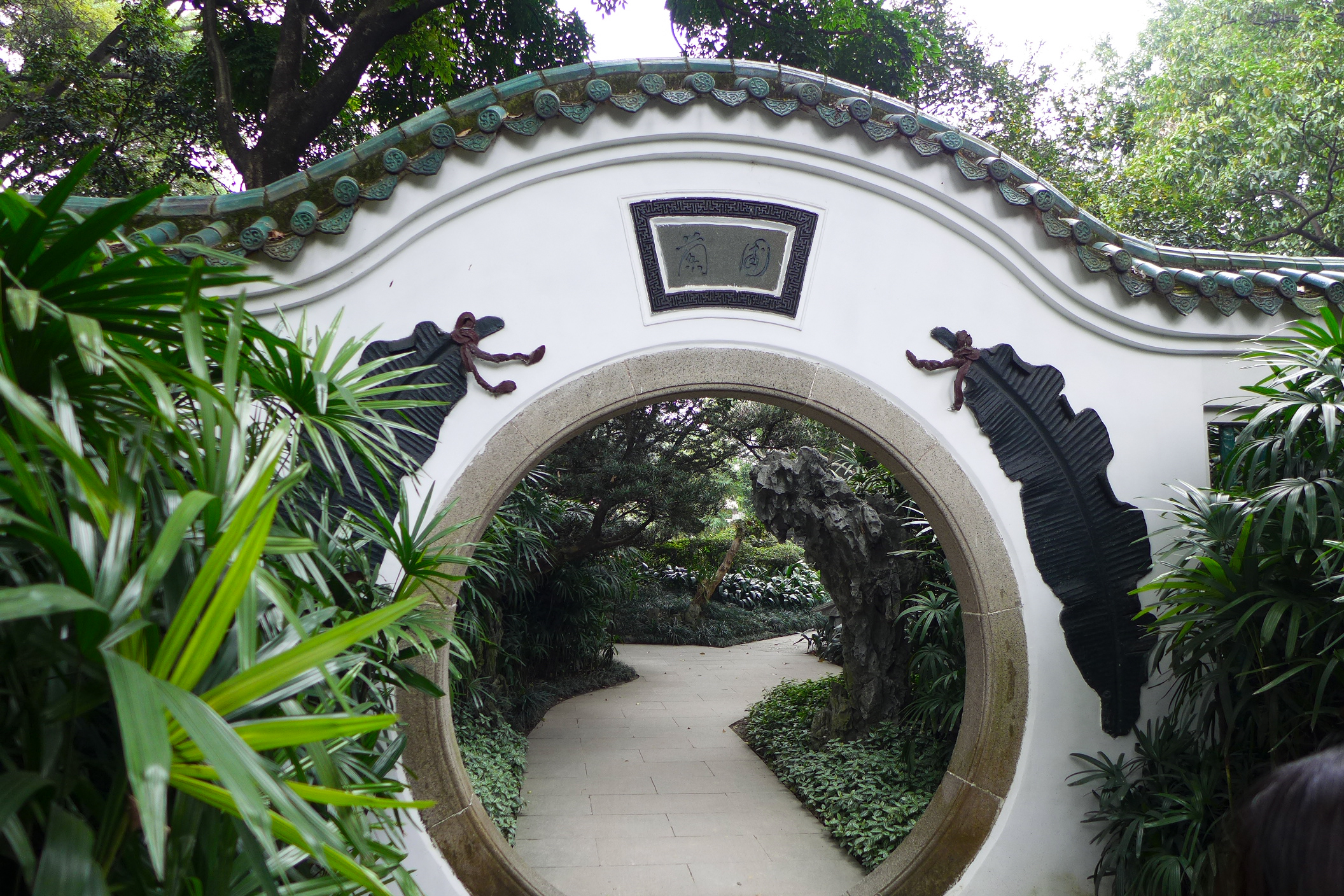
兰圃入口
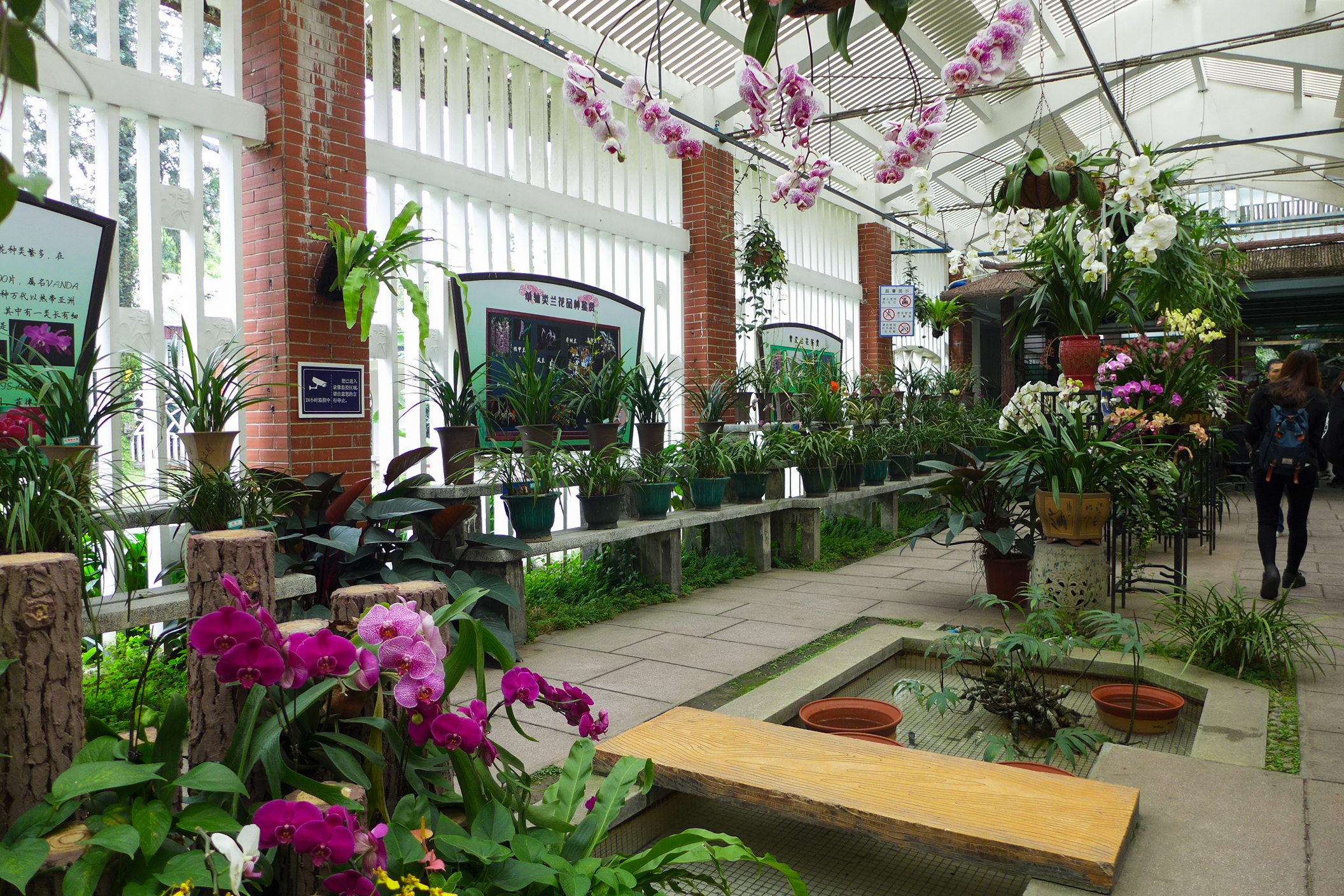
兰展
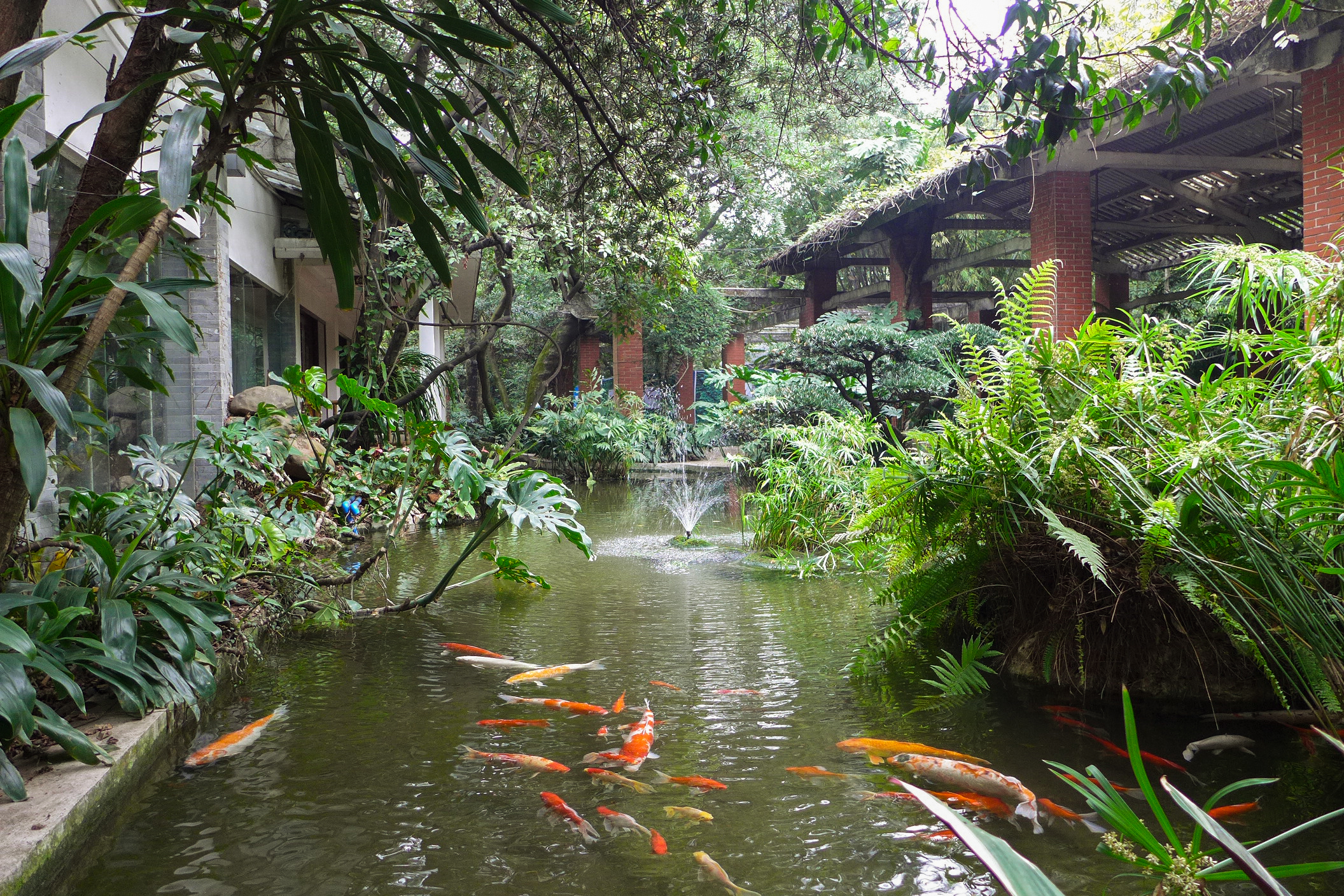
國香館外的魚池
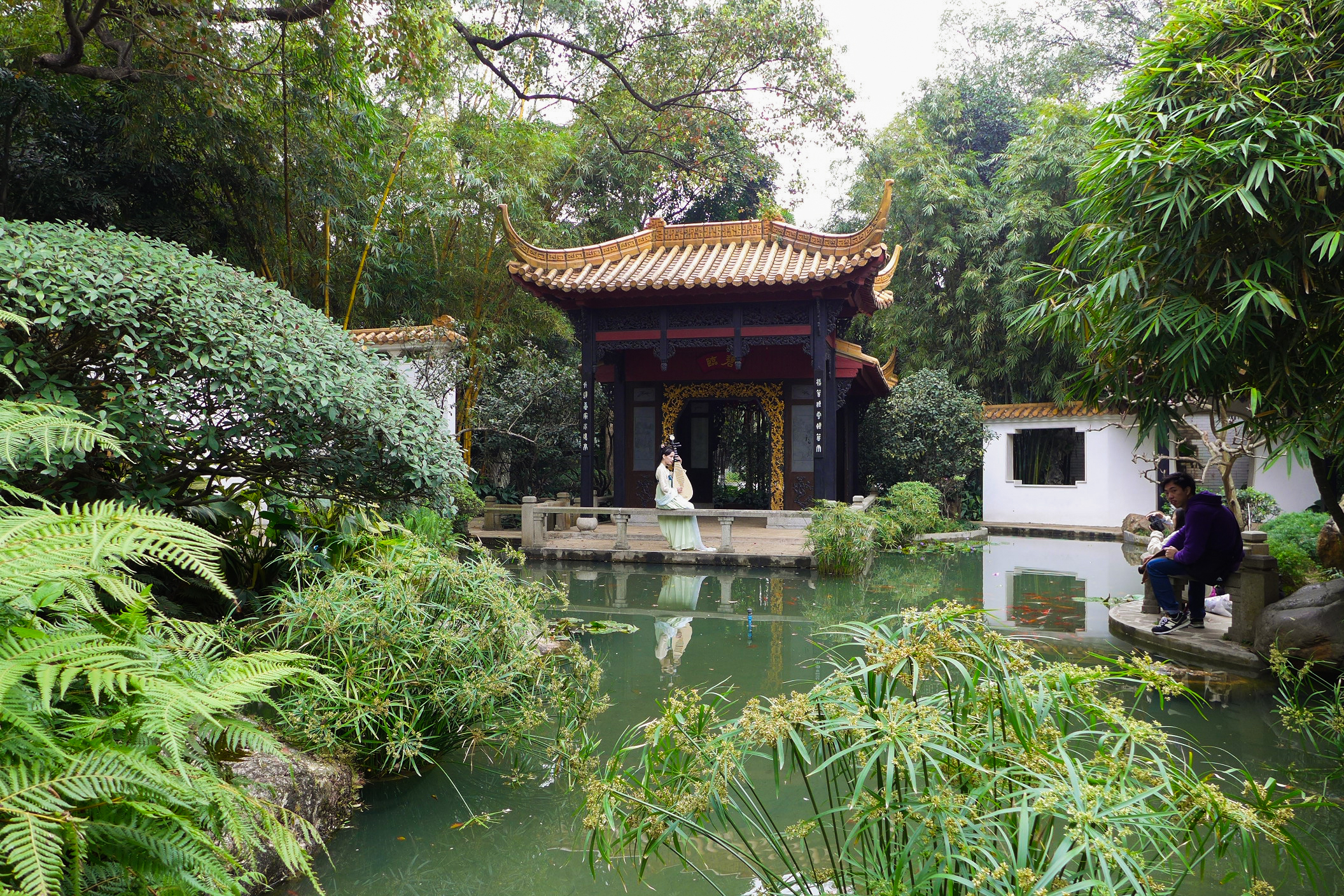
芳華園
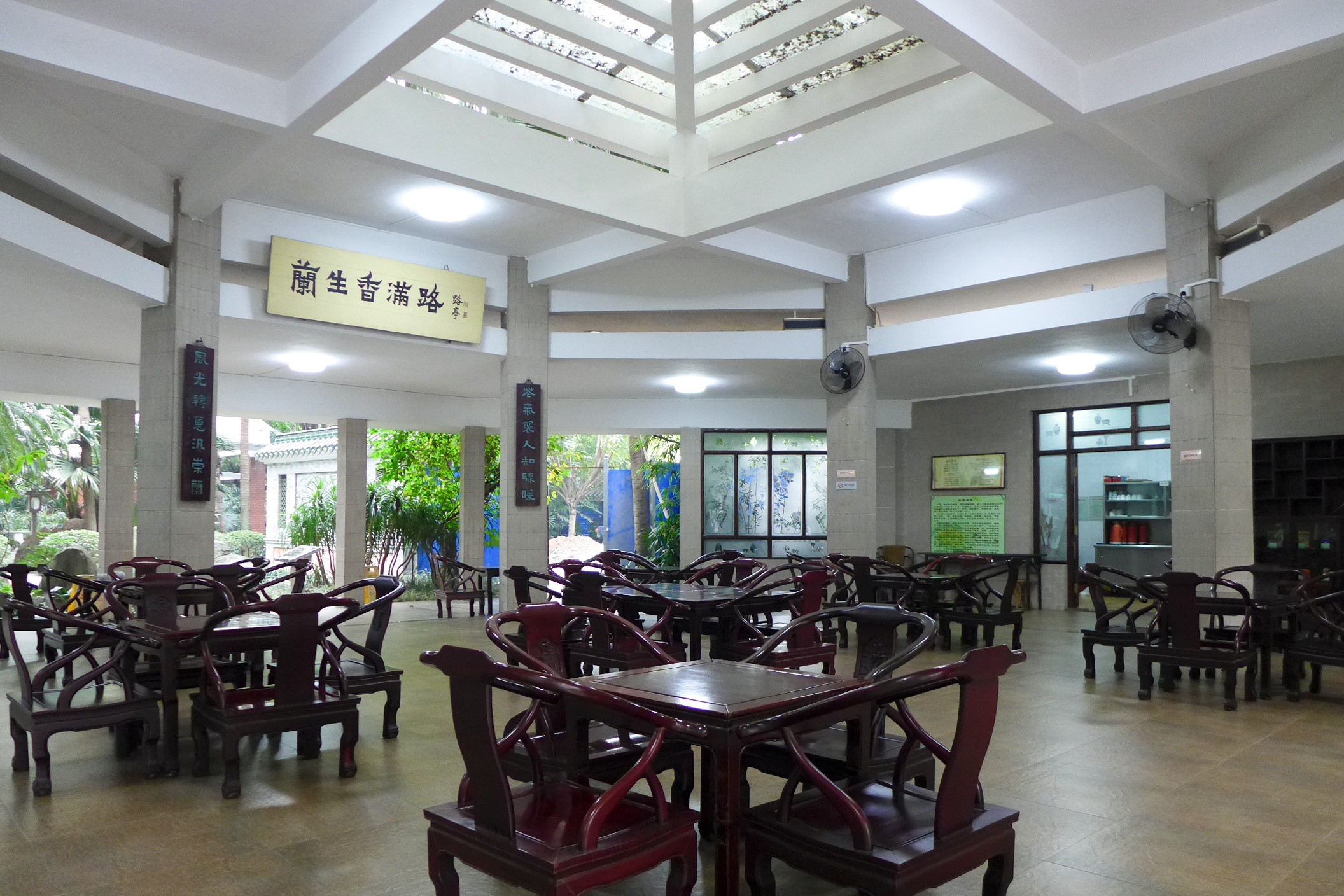
路亭